# درب المسحورة
درب المسحورة؛أوراق هاربة من سيرة فتاة عمانية. رواية للكاتب محمود الرحبي، يحكي فيها عن واقعة غريبة في ولاية نزوى، حيث يولد طفل بخروج القدمين قبل الرأس، فيُعرف في القرية بأنه ساحر نسبةً للثقافة السائدة في ذلك الوقت. و ذُكر في الرواية نص قصيدة لشاعر مجهول أوردها العلّامة نور الدين السالمي، ضمن كتاب "تحفة الأعيان بسيرة أهل عمان" الذي يتناول فيه تاريخ عُمان في عهد الحاكم العُماني الإمام سيف بن سلطان.

## أحداث الرواية
تحكي القصيدة قصة موت طفلة في السادسة من عمرها، حيث قال أحد العرافين أنها حية لم تمت، ولكن أهلها دفنوها و عادوا فيما بعد لنبش القبر ليجدوها اختفت، ما دعاهم للتفكير بصحة كلام العرّاف.
ذُكر في الرواية بعض الطقوس مُفصلة مثل طقوس العابر في الصحراء، طقوس الدفن، طقوس التعامل والتزاوج، طقس الاحتكام إلى الأعراف.
يبدأ الكاتب بسرد حادثة ولادة (الساحر)، الذي ظُلم من المجتمع، وأصبح يضمر الشر بداخله، لتبدأ رحلته للصحراء هادفاً لأربع إغماءات، يقال انها الطريقة ليتحد بالسحر والجن. ثم يصف الكاتب حال السحره وطبيعة حياتهم، بوصف دقيق وعميق، لينتقل الكاتب لحادثة موت الفتاة و مراسيم الجنازة وبعدها تبدأ الاحداث متتالية عن قصة الساحر، والمسحورة.

## أنظر ايضاً
- دلشاد
- نارنجه
- سيدات القمر (رواية)

## وصلات خارجية
- درب المسحورة - نسخة الكترونية